# Синхронное плавание на летних Азиатских играх 2014
Соревнования по синхронному плаванию на летних Азиатских играх 2014 проходили с 20 по 23 сентября в Munhak Park Tae-hwan Aquatics Center.

## Общий медальный зачёт
| Место | Страна    | Золото | Серебро | Бронза | Всего |
| ----- | --------- | ------ | ------- | ------ | ----- |
| 1     | Китай     | 3      | 0       | 0      | 3     |
| 2     | Япония    | 0      | 3       | 0      | 3     |
| 3     | Казахстан | 0      | 0       | 2      | 2     |
| 4     | КНДР      | 0      | 0       | 1      | 1     |

## Медалистки
| Дисциплина | Золото                              | Серебро                                | Бронза                                         |
| ---------- | ----------------------------------- | -------------------------------------- | ---------------------------------------------- |
| Дуэт       | Китай · Хуан Сюэчэнь · Сунь Вэньянь | Япония · Юкико Инуи · Хикару Кадзумори | Казахстан · Александра Немич · Екатерина Немич |
| Команда    | Китай                               | Япония                                 | КНДР                                           |
| Комбинация | Китай                               | Япония                                 | Казахстан                                      |